# Idir Ouali
Idir Ouali (* 21. Mai 1988 in Roubaix) ist ein französisch-algerischer Fußballspieler.

## Karriere
Ouali begann seine Karriere in seiner Geburtsstadt bei Excelsior AC Roubaix. Im Alter von 15 Jahren wurde er an der nahegelegenen Akademie von Excelsior Mouscron in Belgien aufgenommen. Dort durchlief er die restlichen Jugendmannschaften und kam am 27. Januar 2007 zu seinem Profi-Debüt für den Club in einem Ligaspiel gegen KAA Gent. Am 8. März 2008 erzielte er sein erstes Tor in einem Spiel gegen den Brügge. Sein Vertrag wurde am 16. März 2008 bis 2010 verlängert. Am 14. September 2008 erzielte Ouali einen Hattrick in einem Ligaspiel gegen KV Kortrijk.
Am 28. Dezember 2009 wurde Excelsior Mouscron aus der Ersten Division in die Dritte Division zurückgestuft, nachdem der Club in Insolvenz gegangen war. Alle Spieler der ersten Mannschaft wurden vereinslos und konnten damit bei anderen Clubs Verträge unterzeichnen.
Am 8. Januar 2010 unterzeichnete Ouali einen Zweieinhalbjahresvertrag beim französischen Erstligisten Le Mans FC. Am 24. Juli 2012 erhielt er einen Zweijahresvertrag bei Dynamo Dresden. Am Ende der Saison 2012/13 erzielte er im Rückspiel der Relegation das Tor zum 2:0-Endstand, das Dynamo den Klassenerhalt sicherte. Im folgenden Jahr folgte der Abstieg aus der 2. Bundesliga.
Zur Saison 2014/15 wechselte er zum in die Bundesliga aufgestiegenen SC Paderborn 07; er unterzeichnete einen Dreijahresvertrag. Innerhalb von zwei Jahren stieg er mit dem SC Paderborn aus der Bundesliga in die 3. Liga ab. Zur Saison 2016/17 wechselte Ouali zum belgischen Erstligisten KV Kortrijk und unterschrieb einen Zweijahresvertrag mit einer Option auf eine Verlängerung für ein weiteres Jahr.
Eine weitere Verlängerung des Vertrages wurde vom KV Kortrijk abgelehnt, so dass Ouali ab Saisonende 2018/19 zunächst ohne Vertrag war. Anfang August 2019 unterzeichnete er einen Vertrag mit zweijähriger Laufzeit beim türkischen Verein Hatayspor, der zu diesem Zeitpunkt in der TFF 1. Lig, der zweithöchsten türkischen Liga, spielte.